# Anders Borg
Anders Erik Borg, född 11 januari 1968 i Skarpnäcks församling i Stockholm, är en svensk moderat politiker. Han var Sveriges finansminister mellan 6 oktober 2006 och 3 oktober 2014.

## Bakgrund

### Tidiga år
Anders Borg är andre son till programmeraren Bo Borg och kommunsekreteraren Gudrun Borg och växte upp i Norrköping.

### Utbildning
Mellan 1988 och 1991 studerade han vid Uppsala universitet, där han läste bland annat filosofi, ekonomisk historia och statskunskap. Samtidigt med universitetsstudierna verkade han som kårordförande i Uppsala studentkår (sommaren 1989) och som ordförande i Föreningen Heimdal (1989–1990). Mellan 1995 och 1997 studerade Borg 60 akademiska poäng i nationalekonomi (hela grundnivån) vid Stockholms universitet. Borg har inte tagit någon akademisk examen.

### Familj
Borg är bosatt i Stockholm. Han var åren 1994–2015 gift med Susanna Ölander Borg och har med henne tre barn. Han gifte sig med Dominika Peczynski den 3 november 2018. Paret skilde sig 2022, men fortsatte att leva tillsammans som ett kärlekspar.

## Politisk karriär
Borg gick med i Moderata ungdomsförbundet (MUF) under gymnasietiden, där han var vice ordförande 1990 och 1991. I Fria Moderata Studentförbundets husorgan Svensk Linje kritiserade han 1989 förbundets libertarianer och argumenterade över åtta sidor mot Christian Gergils kampanjer i civil olydnad. Mellan 1990 och 1991 var han dessutom verksam som ledarskribent vid Svenska Dagbladet. År 1991 skrev Borg i Svensk Linje att libertarianerna misslyckats med att presentera argument som gjorde ideologin försvarbar och från hösten 1991 framstår Borg som mindre frihetlig.
Efter den borgerliga valsegern 1991 utsågs han till politiskt sakkunnig i statsrådsberedningen med samordningsansvar för social-, civil-, kultur- och utbildningsdepartementet i samordningskansliet. 1993 utsågs han till politiskt sakkunnig samt rådgivare för statsminister Carl Bildt vid statsrådsberedningen och arbetade bland annat som dennes talskrivare.
Borg kandiderade till riksdagen i Östergötlands läns valkrets i valet 1994 men blev inte invald, även om han blev förste ersättare och under den första riksdagsveckan 1994 tjänstgjorde som stadsrådsersättare för Per Unckel. Efter valet arbetade han på Moderaternas riksdagskansli men lämnade den tjänsten 1995 för att istället söka sig till bankvärlden. Mellan 1995 och 1998 arbetade han som analytiker vid Transferator Alfred Berg; mellan 1998 och 1999 som chefsekonom vid ABN Amro Bank i Stockholm; mellan 1999 och 2001 som chef för avdelningen för ekonomisk analys vid Skandinaviska Enskilda Banken och mellan 2001 som 2002 rådgivare i penningpolitiska frågor till direktionen vid Sveriges riksbank. Han har också varit ledamot i Expertgruppen för studier i offentlig ekonomi (ESO) och i verksstyrelsen i Arbetsmarknadsstyrelsen (Ams).
Under hösten 2002 rekryterades Borg av Moderaternas partiledare Bo Lundgren som ny chefsekonom och kanslichef för partiet. Borg utvecklade en nära arbetsrelation och en politisk samsyn med Fredrik Reinfeldt, som vid denna tidpunkt var ekonomisk-politisk talesman och som i oktober 2003 efterträdde Lundgren som partiledare.

### Ämbetstid som Sveriges finansminister

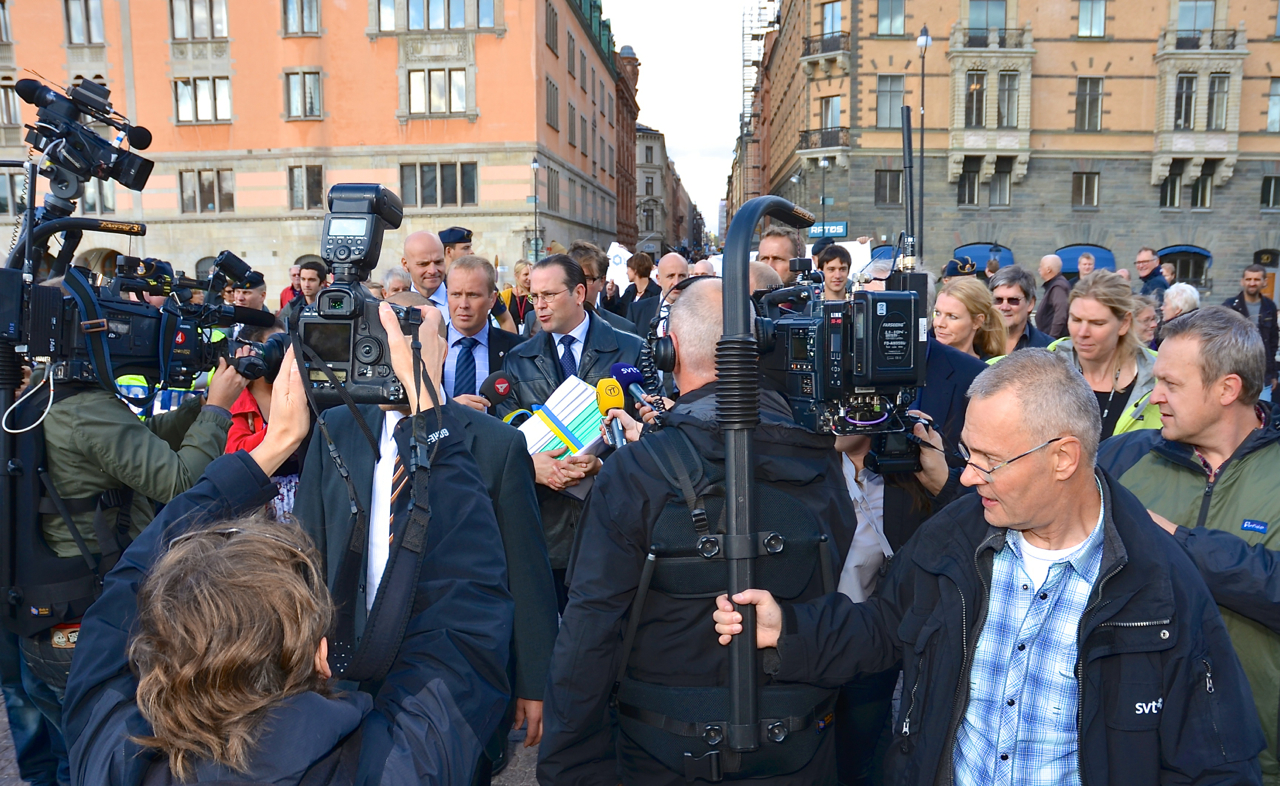
Anders Borg med "nådiga luntan" under budgetpromenaden till riksdagen den 20 september 2011.

Efter den borgerliga valsegern 2006 utsågs Borg till finansminister i regeringen Reinfeldt. I samband med Borgs tillträde som finansminister medgav han att han tidigare anlitat svart arbetskraft i hemmet. Borg anser sig vara feminist.
Av en promemoria upprättad 2009 vid Socialdepartementet vid arbetet med nya sjukförsäkringsregler framgick Borgs starka ställning i regeringen Reinfeldt. Fredrik Reinfeldt hade det starkaste finansdepartement på mycket länge och Anders Borg hade i praktiken veto i regeringsfrågor som gäller pengar.
Under tiden som finansminister bedömdes han vara en av de allra mest inflytelserika opinionsbildarna i Sverige. Tidningen Financial Times utsåg Borg till EU:s främste finansminister 2011 i sin årliga ranking av 19 av unionens finansministrar.
Dagen efter att regeringen förlorat valet 2014 meddelade Anders Borg att han inte tänkte kandidera som ny partiledare (Fredrik Reinfeldt hade under valvakan aviserat sin avgång) och att han avsåg att lämna politiken. Han efterträddes som finansminister av socialdemokraten Magdalena Andersson 3 oktober 2014.

## Karriär efter politiken
14 oktober 2014 fick Borg i uppdrag av Finlands regering att skriva en rapport om landets ekonomiska problem, samt föreslå lösningar och åtgärder.
14 november 2014 blev Borg ledare för en arbetsgrupp inom World Economic Forum för att främja globalt samarbete med ett nytt ramverk för det globala finansiella systemet. Borgs arbetsgrupp skulle fungera som en plattform för beslutsfattare från regeringar, centralbanker, myndigheter och institutioner. Han lämnade uppdraget i augusti 2017.
19 oktober 2016 blev Borg rådgivare till Asian Infrastructure Investment Bank. Borg var vice styrelseordförande i Investment AB Kinnevik mellan 2015 och augusti 2017. Han lämnade det uppdraget, och fick sluta i flera andra, efter uppgifter i medierna om att han skulle ha visat sitt könsorgan på en privat fest och hotat värden. Han behöll dock sin plats i Stena Internationals styrelse. Han tillstod även senare att han hade handlat felaktigt och att han enligt egen utsago varit berusad.
Anders Borg invaldes 2017 som hedersledamot i Föreningen Heimdal, och är sedan 2018 styrelseledamot i Viaplay Group och sedan 2019 styrelseordförande i Sehlhall fastigheter AB. Han är sedan april 2024 ordförande för det statliga gruvbolaget LKAB, där han efterträdde den tidigare statsministern Göran Persson.

## Författarskap
Borg har utgivit två debattskrifter: Generell välfärdspolitik - bara magiska ord? (City University Press, 1992) och Förmynderiets teori: en kritik av public service-ideologin (City University Press, 1994). Han har även publicerat en rad artiklar i olika icke-vetenskapliga facktidskrifter, bland annat rörande finanspolitik och budgetprocesser i Ekonomisk Debatt och om interventioner och stabiliseringspolitik i Penning- & valutapolitik.
Hösten 2019 gav Borg ut memoarboken Finansministern på förlaget Mondial.